# Macropsis bajanagti
Macropsis bajanagti är en insektsart som beskrevs av Dlabola 1967. Macropsis bajanagti ingår i släktet Macropsis och familjen dvärgstritar. Inga underarter finns listade i Catalogue of Life.